# (3878) Jyoumon
(3878) Jyoumon es un asteroide perteneciente al cinturón de asteroides, descubierto el 14 de noviembre de 1982 por Hiroki Kosai y su compañero astrónomo Kiichirō Furukawa desde el Observatorio Kiso, Monte Ontake, Japón.

## Designación y nombre
Designado provisionalmente como 1982 VR4. Fue nombrado Jyoumon en homenaje a la historia de Japón cuando durante el Período Jōmon aparece la cerámica.